# Sivacanthion
Sivacanthion — вимерлий рід гризунів з міоцену Пакистану. Будова Sivacanthion дуже схожа на сучасного їжатця Старого Світу, хоча деталі анатомії свідчать про те, що це не прямий предок, а бічна гілка Hystricidae, відома на індійському субконтиненті. Сівакантіон жив на землі й харчувався рослинами та плодами.